# Лычёво (Московская область)
Лычёво — деревня в Сергиево-Посадском районе Московской области России, входит в состав сельского поселения Лозовское.

## Население
| 1859 | 1890 | 1899 | 1926 | 2002 | 2006 | 2010 |
| ---- | ---- | ---- | ---- | ---- | ---- | ---- |
| 99   | ↗108 | →108 | ↘95  | ↘2   | ↗3   | ↗4   |

## География
Деревня Лычёво расположена на севере Московской области, в южной части Сергиево-Посадского района, у границы с Пушкинским районом, примерно в 41 км к северу от Московской кольцевой автодороги и 14 км к югу от железнодорожной станции Сергиев Посад, по левому берегу реки Торгоши бассейна Клязьмы.
В 4,5 км северо-западнее деревни проходит Ярославское шоссе М8, в 12 км к югу — Московское малое кольцо А107, в 19 км к северо-востоку — Московское большое кольцо А108, в 15 км к юго-востоку — Фряновское шоссе Р110.
К деревне приписано четыре садоводческих товарищества (СНТ). Ближайшие населённые пункты — деревни Куроедово, Михайловское и Шелково.

## История
В «Списке населённых мест» 1862 года Лычево (Егорьевское) — владельческая деревня 1-го стана Дмитровского уезда Московской губернии по правую сторону Архангело-Богородского тракта (от Сергиевского посада в Богородский уезд), в 45 верстах от уездного города и 13 верстах от становой квартиры, при реке Воре, с 10 дворами и 99 жителями (44 мужчины, 55 женщин).
По данным на 1890 год — сельцо Морозовской волости Дмитровского уезда со 108 жителями.
В 1913 году — 18 дворов.
По материалам Всесоюзной переписи населения 1926 года — деревня Куроедовского сельсовета Сергиевской волости Сергиевского уезда Московской губернии в 4,3 км от Ярославского шоссе и 14,9 км от станции Сергиево Северной железной дороги; проживало 95 человек (49 мужчин, 46 женщин), насчитывалось 21 хозяйство (19 крестьянских).
С 1929 года — населённый пункт Московской области в составе:
- Зубцовского сельсовета Сергиевского района (1929—1930)[14],
- Зубцовского сельсовета Загорского района (1930—1939)[15],
- Воздвиженского сельсовета Загорского района (1939—1963, 1965—1991)[15][16][17],
- Воздвиженского сельсовета Мытищинского укрупнённого сельского района (1963—1965)[16],
- Воздвиженского сельсовета Сергиево-Посадского района (1991—1994)[17],
- Воздвиженского сельского округа Сергиево-Посадского района (1994—2006)[18],
- сельского поселения Лозовское Сергиево-Посадского района (2006 — н. в.)[19][20].